# Communauté cuir
La communauté cuir regroupe les personnes qui portent une telle matière, mais aussi celles qui ont des pratiques sexuelles liées à cette dernière. Le port régulier de cuir dans la vie de tous les jours est une façon de montrer son appartenance à la communauté. 
La communauté cuir est le plus souvent l'apanage d'une partie de la communauté homosexuelle, surtout masculine (les « leathermen »), mais elle est aussi présente chez les lesbiennes tout aussi bien que chez les hétérosexuels. 
Le cuir peut être associé ou non à la pratique du BDSM (Bondage, Discipline, Sado-masochisme, Relation de Domination). Le plus souvent toutefois, le rôle est limité à une forme d'érotisme visuel, une exhibition d'une forme de masculinité exacerbée et de domination sexuelle. 
La passion de la moto, l'envie d'une existence indépendante et sans entraves sont également utilisateurs des signes extérieurs de la culture cuir.

## Histoire

### Des origines populaires

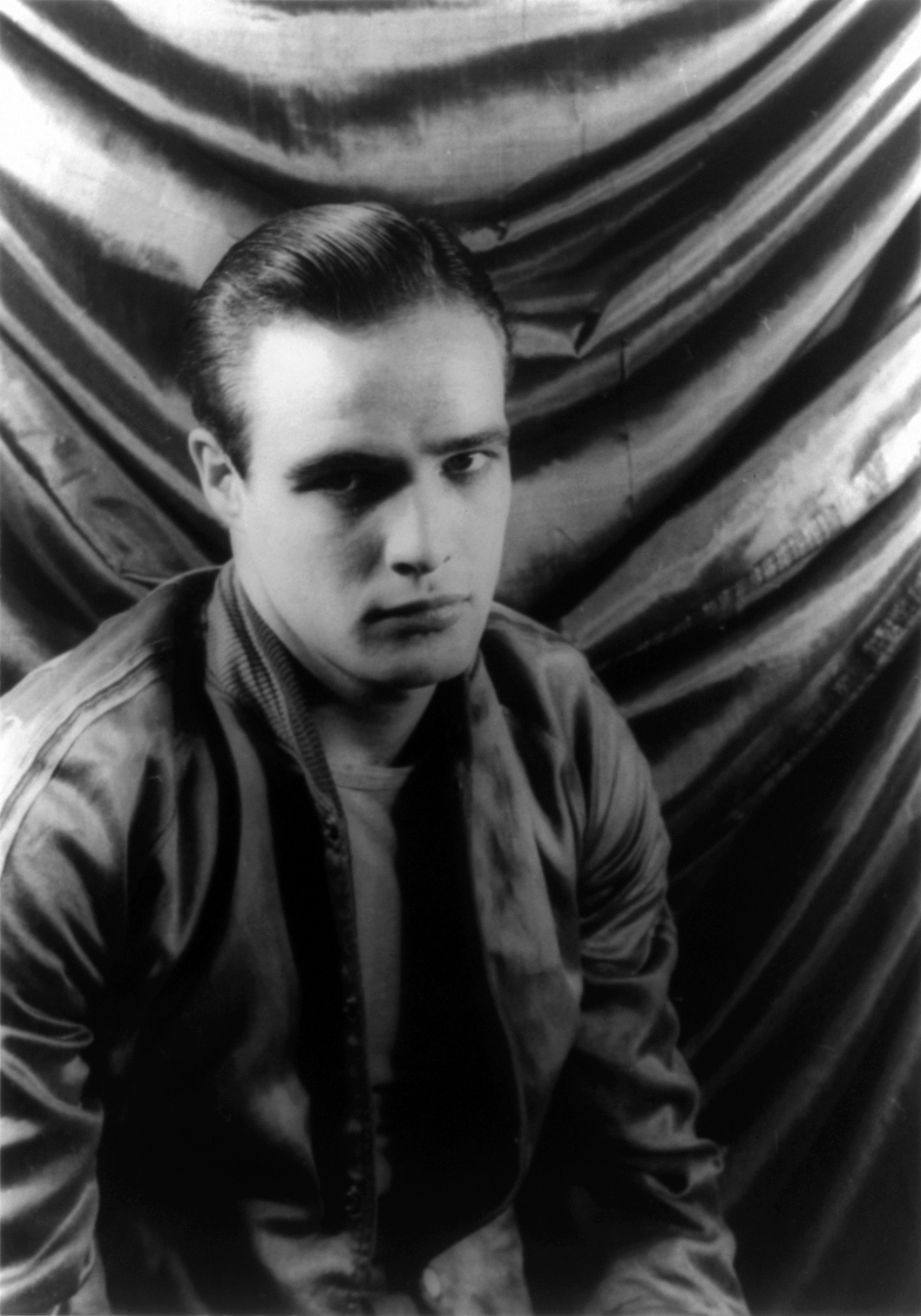
Marlon Brando en blouson de cuir.

La culture gay-cuir existe depuis la fin de la Seconde Guerre mondiale, prenant pour base la culture Bikers qui s'est développée peu avant. Les premiers établissements, tels le Satyrs ou l'Oedipus, ouvrent dès 1954 et 1958 à  Los Angeles.
Ces bars et clubs gays reflètent, de même que les bars et clubs hétéros, une désaffection et une méfiance envers la culture américaine mainstream et son côté puritain assumé, qui de son côté ne répugne pas non plus à se méfier de tout ce qui ne rentre pas dans la norme. La couverture médiatique orientée des événements (qualifiés d'« émeutes » par la presse) de Hollister en 1947 ne facilite pas les relations : une concentration motards dégénère quelque peu en raison d'une trop grande affluence en regard des capacités de la ville d'accueil. La police signalera une soixantaine de blessés, dont trois sérieusement et une cinquantaine d'arrestations pour ivresse sur la voie publique, conduite sans casque et trouble à l'ordre public.
Le film L'Équipée sauvage, sorti en 1953, joue un grand rôle car le personnage joué par Marlon Brando fait connaître une nouvelle vision de l'homme. Portant T-shirt, lunettes noires, veste en cuir et jeans, il promeut l'image d'un homme libre de toute attache, libre et indépendant. La communauté gay y voit également le moyen de se démarquer d'une frange de sa population qui se tourne elle vers une vision efféminée de l'homosexuel telle qu'elle se répand dans le théâtre, le cinéma et la comédie musicale.

### Cuir et BDSM

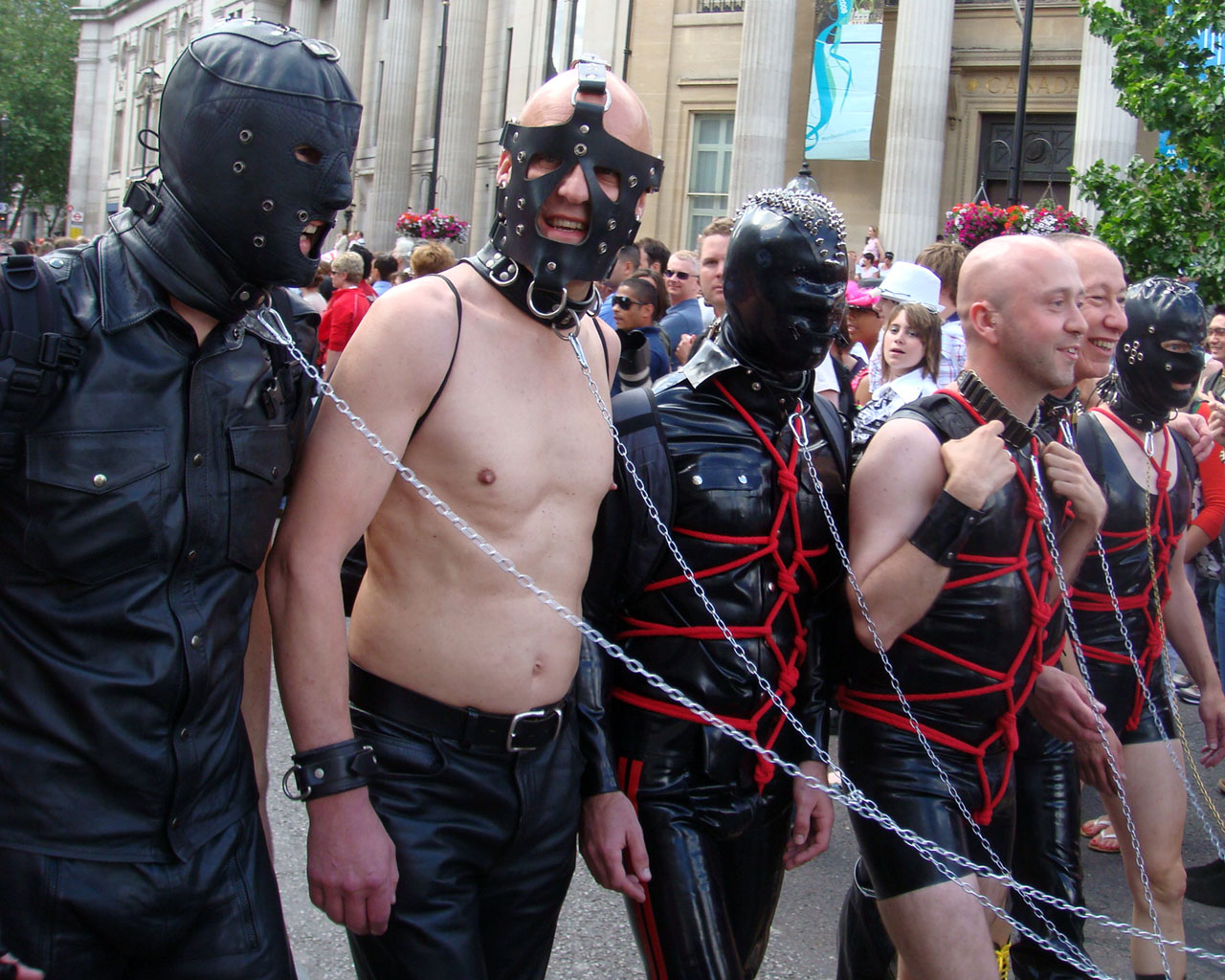
L'esclave, tout en étant soumis à son « maître », est le seul à décider de ses propres limites et de ce qu'il accepte ou non de subir.

D'ascendance motarde, la culture cuir est de plus en plus considérée pourtant comme étant une partie intégrante de l'univers homosexuel. Elle se confond souvent avec le monde du BDSM qui voit en cette matière une façon d'érotiser au mieux les formes masculines et de symboliser de façon plus marquée la relation entre dominant et dominé.
L'union est consacrée avec le livre de Larry Townsend The leatherman's Handbook, sorti en 1972.
On constate cependant une évolution dans les rôles et les codes à partir de cette décennie. La « vieille garde » avait élaboré un code, un rituel en ce qui concerne les relations entre les membres d'un groupe. Le nouvel entrant avait un rang d'esclave et se devait de servir et respecter ses supérieurs. Il n'acceptait que très rarement de rester à ce stade. L'évolution naturelle de ses relations le poussait à devenir Garçon, puis Monsieur, et finalement, Maître.
Les années 1980 voient ce concept voler quelque peu en éclats. L'intégration à un groupe se fait dès le départ selon la mentalité et l'envie du requérant. Il peut être simple esclave et servir sexuellement ses supérieurs, ou arriver tel un Maître conquérant sans avoir à passer par les stades intermédiaires. Le système a l'avantage de respecter au plus près les désirs et la mentalité de chacun, aux dépens d'une certaine éducation et d'une expérience qui fait alors souvent défaut aux jeunes Maîtres pour assouvir les désirs d'esclaves expérimentés.
Cette « nouvelle garde » est aujourd'hui majoritaire.

### Exemples
L'esthétique homosexuelle du cuir est encore plus soulignée par l'usage d'une imagerie policière ou militaire. L'exemple le plus flagrant en est les dessins de Tom of Finland. Au cinéma, le film pornographique de Peter Berlin Nights in Black Leather (1973) est connu pour être une des œuvres fondatrices du genre.
Un autre aspect du monde gay-cuir est présent dans le roman de Jay Green Cruising, adapté à l'écran en 1980.
Dans la chanson, Rob Halford, le chanteur du groupe de hard-rock Judas Priest, porte du cuir et se définit ouvertement comme étant homosexuel.
Plus « grand public », la figure de Glenn Hughes, membre du groupe Village People, a durablement marqué les esprits.
Dans South Park, le personnage de M. Esclave incarne un homosexuel habillé en cuir et adepte des pratiques BDSM.

## Démographie
Le monde cuir n'est pas exclusivement masculin. Les lesbiennes ont aussi leur porte-drapeau en la personne de Joan Jett. Les Leatherwomen restent cependant peu nombreuses en regard de leurs collègues masculins.
L'émergence de la section féminine est datée des années 1970 avec l'émergence médiatique de Pat Califia, un célèbre activiste FTM californien, depuis out en tant qu'homme trans. Il fonde d'ailleurs un des premiers groupes SM lesbiens, le Samois. Le réseau se développe ensuite à New York dans les années 1980 selon les principes de la « vieille garde ».
Entre 1970 et l'an 2000, le monde cuir est plus souvent associé avec l'image de personnes plus âgées, parfois même au-delà de 40 ans. Depuis une dizaine d'années cependant, on note un réel rajeunissement des membres de la communauté et un renouvellement de génération qui laisse à penser que le mouvement cuir va facilement survivre à la disparition de ses membres originels.
Depuis 2010, l'Association sportive motocycliste de France (créée en 1975) organise un concours : Mister Leather France.

## Sous-communautés cuir

### Uniforme
Certains membres de la communauté cuir portent des uniformes en cuir.
Fondée en 1997, l'association Bluf est dédiée aux hommes qui aiment porter des breeches[Quoi ?] et uniformes en cuir.

### Motard
Certains membres de la communauté cuir portent des combinaisons de motards.

## Symboles

### Le Drapeau cuir

Le Drapeau cuir.

Imaginé par Tony DeBlase en 1989, le Drapeau cuir réunit et symbolise la mouvance cuir en général, homosexuelle ou non. Il se compose de neuf bandes de couleur horizontales, alternativement bleues et noires, la bande centrale étant blanche. Un cœur rouge dans le coin gauche supérieur orne l'emblème.
L'auteur s'est toujours refusé à donner une signification quant au choix des couleurs et de leur disposition. Il préfère que chacun se construise sa propre représentation quant à leur signification. Le drapeau a été immédiatement accepté et arboré par le public concerné.

### Le hanky code

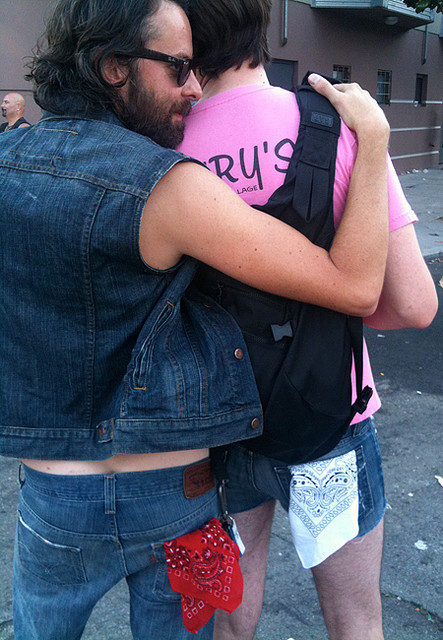
Un exemple d'affichage du Code mouchoir.

Un Mouchoir désigne un bandana. Cette pièce de tissu colorée est utilisée dans la communauté homosexuelle pour indiquer en un coup d'œil une préférence particulière du porteur. Le bandana peut être noué sur la tête ou au poignet, ou simplement dépasser négligemment d'une poche. Son positionnement est important : porté à la gauche, il indique que quelle que soit la spécialité recherchée, le porteur est actif ou donneur. À droite, passif ou receveur. Noué autour du cou, il indique que tout est possible.
Les exemples les plus courants sont le jaune pour l'ondinisme, le rouge pour le fisting, noir pour le SM intense ou sans limites, le marron pour la scatophilie.
Il existe cependant près d'une soixantaine de nuances, représentatives de la large variété de pratiques sexuelles, ce que certains trouvent un peu exagéré et problématique pour bien se souvenir de tout.

## Socialisation
La communauté cuir se rencontre régulièrement lors d’événements plus ou moins formels. 
Ainsi, La Mine est un bar gay situé dans le Marais dédié en partie à la communauté cuir. Il y est régulièrement organisé des événements fétichistes autour du cuir. En janvier 2021, il est définitivement fermé du fait de la gentrification et des effets de la pandémie de Covid-19.
Chaque année est organisée la Folsom Street Fair, une grande fête des fétichistes du cuir qui se déroule en septembre à Berlin et San Francisco.
Les sites et applications de rencontres gay comme Grindr et PlanetRomeo facilitent les rencontres entre personnes appartenant à la communauté cuir. Le site de rencontre Recon est quant à lui exclusivement dédié au milieu fétichiste. Par ailleurs, le site de rencontres organise régulièrement des événements dans lesquels les personnes sont notamment invitées à venir habillées en cuir.

## Controverse
À l'occasion de la marche des fiertés, la communauté cuir est régulièrement l'objet d'attaques car certains participants marchent habillés en cuir. Cet habillement, jugé pervers ou inacceptable, est souvent porté comme étendard pour discréditer la communauté LGBT.
Ce rejet de la communauté cuir s'exprime également au sein de la communauté LGBT. En 2019, les organisateurs de la marche des fiertés à Rhondda ont exprimé leur volonté d'interdire les tenues « non-compatibles avec un public familial » dans lesquelles se trouvent celles appartenant à la communauté cuir.